# 五月一号
，是一部於2015年上映的愛情電影，由知名金曲導演周格泰執導首部個人電影長片。由任賢齊、賈靜雯、孫鵬、程予希、石知田、庹宗華、楊淇、王宇婕、鄭暐達、邵雨薇、楊又穎領銜主演。台灣於2015年5月1日上映。本片講述著橫跨30年的兩段青春歲月；80年代青澀的17歲與現代開放、勇於面對情感和自我的17歲。因為楊又穎在2015年4月21日自殺身亡，此電影成為她的第一部電影，也是最後遺作。原定4月28日晚上舉行首映會，電影公司決定電影照常放映，但取消首映儀式。

## 劇情簡介
|                                              | 於千萬人之中遇見你所遇見的人 於千萬年之中，時間的無涯的荒野裏 沒有早一步，也沒有晚一步，剛巧趕上了 那也沒有別的話可說，惟有輕輕的問一聲： 「噢，你也在這裏嗎？」 |
| ——電影《五月一号》宣傳口號，引自張愛玲《愛》 | |

## 演員陣容

### 主要演員
| 演員姓名 | 角色名稱        | 介紹 |
| 任賢齊   | 林克銘          | 男主角，事業有成的室內設計師。與小胖是從高中到大叔時代的死黨。在音樂會時被高中同學王蕾認出。並收到來自王蕾的E-Mail，倒出一段青春回憶……                                                                             |
| 賈靜雯   | 王蕾            | 女主角，鋼琴教室女教師。在音樂會時認出高中同學林克銘，因此寄出一封具有回憶價值的E-Mail。 |
| 孫鵬     | 小胖            | 林克銘自高中至大叔時代的死黨，經營一家音響專賣店。林克銘收到王蕾來信以後，由於音響專賣店生意不好，無所事事的兩人便一起聽著黑膠唱片，翻著畢業紀念冊開始回憶那段時光                                                 |
| 程予希   | 小王蕾          | 高中時代的王蕾，在英語演講比賽得到第一名，頒獎時，第二名的林克銘對他下達「下次不會再輸給你」的戰帖，拉近了彼此的距離。懵懂的情感才剛萌芽就在年輕的羞澀與突來的事件中錯過而結束。                                   |
| 程予希   | 沈亦白 （白白） | 王蕾的女兒，與多年前的媽媽一樣正值二八年華。但對於愛情的見解，與多年前那段故事並不相同。白白不懂結婚的道理，更不懂離婚的原因。但在葉中樹對她展開追求並看見媽媽和「林克銘」的信件之後，她才漸漸地了解愛情的價值觀…… |
| 石知田   | 小林克銘        | 高中時期的林克銘，因為一場英語演講比賽，對第一名的王蕾下了戰帖。也在此時開始了一段短短的愛慕。他另外一個「對象」則是被公認為女神的英文老師。                                                                       |
| 庹宗華   | 張楷良          | 王蕾高中時代的訓導主任，與陳修如為男女朋友。 |
| 楊淇     | 淇淇            | 室內設計師，林克銘女友，因不滿林克銘一直不肯完婚而分手，並回到香港總公司與當地同事墜入愛河。 |
| 王宇婕   | 陳修如          | 王蕾時代的英文老師。被學生視為女神。不時有男學生會以各種花招對她示愛。在林克銘演講比賽得到第二名之後，送他一張The Bee Gees樂團「First of May」的黑膠唱片以資鼓勵，希望他試著翻譯成中文交給他。                     |
| 鄭暐達   | 葉中樹          | 白白的同班同學。愛慕白白，時常幫他買餐並以順路為由和白白一起放學。但白白對葉中樹的行徑，從一開始的反感，慢慢地變成了喜歡……                                                                                         |
| 邵雨薇   | 張懷雯 （雯雯） | 白白的同班同學兼好友。但因為背叛白白，使兩人的友情產生嚴重改變。 |
| 楊又穎   | 蔡桃桂          | 王蕾的好友，常出言不遜地教訓那些騷擾自己和王蕾的男同學，也包括林克銘和小胖那群人。但有些人逗弄王蕾其實僅是醉翁之意，實際上其實是喜歡桃桂，想引起他注意罷了。                                                       |

### 其他演員
| 演員姓名 | 角色名稱          | 介紹 |
| 閻成誠   | 小胖 （學生時期） |      |
| 林志謙   | 阿木              |      |

### 客串演出
| 演員姓名   | 角色名稱 | 介紹                                                       |
| 王道       | 林克銘爸 |                                                            |
| 王道南     | 校長     |                                                            |
| 應采靈     | 王蕾媽   |                                                            |
| 包小柏     | 沈尚權   | 白白的親生父親，與白白的母親（王蕾）離婚，在上海居住和工作 |
| 黃嘉千     | 柯太太   | 林克銘接案客戶之妻                                         |
| 品冠       | 柯先生   | 林克銘接案客戶之夫                                         |
| 琇琴       | 林克錦   | 林克銘的妹妹                                               |
| 鄧志鴻     | 學琴者   | 來家裡和王蕾學鋼琴，白白以為是愛慕媽媽的中年男子           |
| 白梓軒     | Johnson  | 淇淇的香港總公司同事                                       |
| 嚴爵       | 鋼琴家   | 王蕾和林克銘去聽音樂會的鋼琴演奏表演者                     |
| MP魔幻力量 | 樂團     | 白白學校園遊會邀請的表演嘉賓                               |
| 張允曦     | 秘書     | 林克銘的秘書                                               |

## 電影歌曲
| 曲別   | 歌名         | 演唱者                    | 作詞                                                                          | 作曲 |
| 主題曲 | First of May | 游學謙 （原唱：Bee Gees） | 巴里·吉布（Barry Gibb）、羅賓·吉布（Robin Gibb）和莫里斯·吉布（Maurice Gibb） | 同左 |

## 工作人員
- 出品人：
- 監製：廖慶松
- 導演：周格泰
- 編劇：袁瓊瓊
- 製作公司：大路視聽製作有限公司、中影股份有限公司

## 拍攝場景
| - 國立台灣博物館 - 民生社區 - 信義區松德路上某早餐店 - 南港高中籃球場 - 板橋車站 | - 石門水庫員工宿舍 - 石園二村 - 光復新村公車站 眷村 | - 苗栗縣私立大成高級中學 |

## 外部連結
- 五月一号的Facebook專頁
- YouTube上的五月一号頻道
- 互联网电影数据库（IMDb）上《五月一号》的资料（英文）
- 香港影庫上《五月一号》的資料（繁體中文）